# Чорний Михайло Панасович
Михайло Панасович Чорний (Черний) (11 липня 1887 хутір Потічок, Полтавщина — † 15 жовтня 1983, Редінг, Англія) — старшина Армії Української Держави, інженер-агроном, громадський діяч.

## Біографія
Народився 11 липня 1887 р. на хуторі Потічок на Полтавщині. Закінчив початкову школу а пізніше сільськогосподарську школу на Харківщині.
Випускник Чугуєвского військового училища від 1911 року. Учасник бойових дій під час Першої світової війни, був поранений був поранений. У 1917 році у ранзі капітана служив ад'ютантом ХІ автоброневого дивізіону.
У часі гетьмана Павла Скоропадського з квітня 1918 року служив у армії Української Держави, а після повалення гетьманату у грудні 1918 року емігрував до Німеччини. В Німеччині здобув освіту інженера-агронома, також був активним членом Союзу Гетьманців Державників. З травня 1948 року обраний головою управи української філії Християнської асоціації молодих чоловіків «YMCA» в Британській окупаційній зоні Німеччини.
По закінчені Другої світової війни переїхав у Велику Британію. З 1950 до 1964 року працював в Лондоні референтом відділу суспільної опіки Управи Союзу Українців у Великій Британії.
Був особистим секретарем провідника гетьманського руху Данила Скоропадського, який жив в Англії. Після виходу на пенсію жив у Уельсі, а пізніше переїхав до Редінґу, де і помер 15 жовтня 1983 року.